# Манија
Манија је поремећај који се састоји у неконтролисаним и неодољивим импулсима ка извесној врсти друштвено забрањеног понашања, као нпр. клептоманија, пироманија, дипсоманија и сл. Психичко стање у којем је упадљива моторичка и ментална хиперактивност, а у емотивној сфери извршења радње доминира доживљај пуне радости, снажне али неосноване еуфорије и самозадовољства.